# Hermosillo
Hermosillo [eɾmoˈsiʎo] ⓘ ist die Hauptstadt des mexikanischen Bundesstaates Sonora und des Municipio Hermosillo und hat 715.061 Einwohner (2010). Der internationale Flughafen der Stadt ist ein Drehkreuz für Flüge aus den USA in den Nordwesten Mexikos. Hermosillo ist zudem Sitz des Erzbistums Hermosillo.

## Geschichte
Die Ursprünge der Stadt gehen auf das Jahr 1700 zurück, als es noch Villa de Pitic genannt wurde. Den heutigen Namen hat die Stadt erst 1828 zur Ehrung des Generals und Unabhängigkeitskämpfers José María González de Hermosillo angenommen. 1881 wurde eine Bahnlinie von Hermosillo nach Guaymas eröffnet und mit wachsendem Handel und Landwirtschaft stieg die Einwohnerzahl auf 14.000 bis zum Ende des 19. Jahrhunderts an.
Während der Mexikanischen Revolution war die Stadt für einige Monate Hauptstadt Mexikos und Sitz des Kabinetts von Venustiano Carranza.
1963 konnte nach fast einem Jahrhundert der Bau Kathedrale von Hermosillo mit der Fertigstellung der Kuppel abgeschlossen werden. 
Bei einem Großbrand in einem Kindergarten in der Stadt sind am 5. Juni 2009, einem Freitag, 43 Kleinkinder getötet worden.  In der Folgezeit wurde die Verbesserung der Brandschutzbestimmungen für solche Einrichtungen in der mexikanischen Öffentlichkeit diskutiert.

## Bildung
- Universidad de Sonora
- Instituto Tecnológico de Hermosillo

## Wirtschaft
Seit der Gründung der NAFTA hat sich Hermosillo zu einem bevorzugten Investitionsstandort amerikanischer und mexikanischer Unternehmen entwickelt. 114 Unternehmen haben Produktionsstätten in der Stadt, unter anderen die Ford Motor Company.

## Klimatabelle
|                       | Jan  | Feb  | Mär  | Apr  | Mai  | Jun  | Jul  | Aug  | Sep  | Okt  | Nov  | Dez  |   |       |
| Mittl. Tagesmax. (°C) | 23,7 | 25,7 | 28,0 | 31,8 | 35,3 | 39,5 | 39,0 | 37,8 | 37,2 | 33,6 | 28,0 | 23,8 | ⌀ | 32    |
| Mittl. Tagesmin. (°C) | 9,4  | 10,6 | 12,4 | 15,0 | 18,5 | 23,5 | 25,6 | 25,4 | 24,1 | 19,3 | 13,0 | 9,7  | ⌀ | 17,2  |
|                       |      |      |      |      |      |      |      |      |      |      |      |      |   |       |
| Niederschlag (mm)     | 18,4 | 19,2 | 7,5  | 3,9  | 3,9  | 7,2  | 87,8 | 97,9 | 54,5 | 18,5 | 16,1 | 28,6 | Σ | 363,5 |
|                       |      |      |      |      |      |      |      |      |      |      |      |      |   |       |
| Regentage (d)         | 2,5  | 2,1  | 1,3  | 0,7  | 0,4  | 0,8  | 9,4  | 8,4  | 4,8  | 1,9  | 1,6  | 2,9  | Σ | 36,8  |

| 9,4 |

| 10,6 |

| 12,4 |

| 15,0 |

| 18,5 |

| 23,5 |

| 25,6 |

| 25,4 |

| 24,1 |

| 19,3 |

| 13,0 |

| 9,7 |

| 9,4 |

| 10,6 |

| 12,4 |

| 15,0 |

| 18,5 |

| 23,5 |

| 25,6 |

| 25,4 |

| 24,1 |

| 19,3 |

| 13,0 |

| 9,7 |

## Partnerstädte
Hermosillo unterhält folgende Gemeindepartnerschaften:
| Stadt    | Land                            | seit   |
| -------- | ------------------------------- | ------ |
| Dearborn | Michigan, Vereinigte Staaten    |        |
| Irvine   | Kalifornien, Vereinigte Staaten | 1990   |
| Norwalk  | Kalifornien, Vereinigte Staaten | [ 9 ]  |
| Phoenix  | Arizona, Vereinigte Staaten     | 1976   |
| Riad     | Saudi-Arabien                   |        |
| Torreón  | Coahuila, Mexiko                | [ 10 ] |

## Söhne und Töchter der Stadt
- Bill Meléndez (1916–2008), US-amerikanischer Trickfilmzeichner
- Luis Aguilar (1918–1997), Schauspieler und Sänger
- César Rosas (* 1954), Rock-Sänger und -Gitarrist
- Elsa Benítez (* 1977), Fotomodell
- Juan Ciscomani (* 1982), US-amerikanischer Politiker
- Yuridia (* 1986), Popsängerin
- Jesús Molina (* 1988), Fußballspieler
- Jesús Manuel Corona Ruíz (* 1993), Fußballspieler
- Jesús Tonatiú López (* 1997), Mittelstreckenläufer
- Miguel Tapias (* 1997), Fußballspieler
- Norma Palafox (* 1998), Fußballspielerin
- Raúl Martínez Ruiz (* 2003), Fußballspieler